# Grijskopelfmonarch
De grijskopelfmonarch (Erythrocercus livingstonei) is een zangvogel uit de familie elfmonarchen (Erythrocercidae) die voorkomt in het zuidoosten van Afrika.

## Kenmerken
De vogel lijkt sterk op de even grote roodkapelfmonarch (10 cm lang). Het zijn kleine, actieve vogels die in kleine groepjes rondtrekken. Zij hebben de gewoonte voortdurend de staart te spreiden. De grijskopelfmonarch is overwegend groengeel en het meest opvallend is de zwarte vlek op de roodbruine staart.

## Verspreiding en leefgebied
Deze soort telt 3 ondersoorten:
- E. l. thomsoni: van zuidelijk Tanzania tot zuidelijk Malawi en noordelijk Mozambique.
- E. l. livingstonei: zuidelijk Zambia, noordelijk Zimbabwe en noordwestelijk Mozambique.
- E. l. francisi: van zuidelijk Malawi tot noordoostelijk Zimbabwe en zuidelijk Mozambique.

De vogel komt voor in subtropische en tropische droge bossen en ook wel in meer vochtig gebied met struikgewas.

## Status
De grijskopelfmonarch heeft een ruim verspreidingsgebied en daardoor alleen al is de kans op uitsterven uiterst gering. De grootte van de populatie is niet gekwantificeerd. Er is geen aanleiding te veronderstellen dat de soort in aantal achteruit gaat. Om deze redenen staat deze elfmonarch als niet bedreigd op de Rode Lijst van de IUCN.